# Endeavour II
Die Endeavour II war eine Segelyacht, die der britische Flugzeugkonstrukteur und Regattasegler Thomas Sopwith 1937 als Herausforderer („challenger“) im America’s Cup einsetzte. Die Yacht gehörte ebenso wie ihr drei Jahre zuvor eingesetzter Vorgänger Endeavour zur J-Klasse. Beide Boote wurde von den US-amerikanischen Verteidigern geschlagen, 1934 von der Rainbow mit 3:2 und 1937 von der Ranger mit 4:0.

## Geschichte
Die Endeavour II entstand nach einem Entwurf von Charles E. Nicholson auf dessen Werft Camper & Nicholsons in Gosport. Der Bau begann am 1. Februar 1936 und war am 8. Juni beendet. Bereits am 24. Juni nahm die Yacht an ihrem ersten Rennen vor Falmouth teil.
Im Frühjahr 1937 brach die Endeavour II gemeinsam mit der Endeavour zur Überquerung des Atlantiks auf. Beide Segler erreichten Ende Mai die Vereinigten Staaten und trainierten in der Folgezeit gemeinsam. Die Rennen gegen die Ranger fanden am 31. Juli sowie am 2., 4. und 5. August statt. Die Endeavour II unterlag in allen vier Durchgängen. Im September kehrten beide Yachten nach Großbritannien zurück. Die Endeavour II wurde 1938 auf der Bauwerft aufgelegt und nicht erneut genutzt. 1947 erfolgte der Verkauf auf Abbruch, der jedoch erst 1968 in Southampton erfolgte.
Unter dem Namen Hanuman wurde die Endeavour II auf der Royal Huisman Shipyard nachgebaut und im April 2009 fertiggestellt.

## Technische Daten
| Designer                 | Charles E. Nicholson und Frank Murdoch                          |
| Segelnummer              | J K6                                                            |
| Ursprünglicher Jachtclub | Royal Yacht Squadron                                            |
| Verdrängung              | 162,6 tons (147,5 t) zzgl. 90 tons (81,6 t) Bleigewicht im Kiel |
| Masthöhe                 | 46,51 m                                                         |
| Baumlänge                | 20,60 m                                                         |